# Lipiny (powiat opolski)
Lipiny – wieś w Polsce położona w województwie lubelskim, w powiecie opolskim, w gminie Chodel.
W latach 1975–1998 miejscowość należała administracyjnie do województwa lubelskiego.
Wieś stanowi sołectwo w gminie Chodel. Według Narodowego Spisu Powszechnego z roku 2011 wieś liczyła 95 mieszkańców.
Wierni Kościoła rzymskokatolickiego należą do parafii Trójcy Świętej i Narodzenia Najświętszej Maryi Panny w Chodlu.

## Części wsi
| SIMC    | Nazwa    | Rodzaj    |
| ------- | -------- | --------- |
| 0379962 | Wiktoria | część wsi |

## Historia
Nota dotycząca wsi w publikacji „Nazwy miejscowe Polski historia pochodzenie zmiany” pod redakcją K. Rymuta umieszcza wieś w wieku XIX w gminie Wronów. Wykazana w spisie Zinberga z roku 1872 w cz.1 str.332, występuje w nocie Słownika geograficznego Królestwa Polskiego z roku 1884 bez opisu. 
Według spisu powszechnego z roku 1921 we wsi Lipiny  było 17 domów i 105 mieszkańców.